# Nikołaj Połuchin
Nikołaj Anatoljewicz Poliukin (ros. Николай Анатольевич Полухин; ur. 7 lipca 1982 w Tiumeni) – rosyjski niewidomy biegacz narciarski i biathlonista.
W zawodach międzynarodowych zadebiutował w 2005 roku. Jego trenerem jest Wiaczesław Goldinow.

## Medale igrzysk paraolimpijskich
| 2014 Soczi (Rosja)      | – | Biathlon – bieg na 15 kilometrów - osoby niewidome Biegi narciarskie – sztafeta 4x2,5 km (kat. mix) Biathlon – bieg na 7,5 kilometra - osoby niewidome Biathlon – bieg na 12,5 kilometra - osoby niewidome |
| 2010 Vancouver (Kanada) | – | Biegi narciarskie – sztafeta otwarta Biegi narciarskie – sprint 1 kilometr - osoby niewidome Biegi narciarskie – bieg na 20 kilometrów - osoby niewidome Biathlon – bieg pościgowy 3 kilometry - osoby niewidome Biathlon – bieg na 12,5 kilometra - osoby niewidome Biegi narciarskie – bieg na 10 kilometrów - osoby niewidome |

## Medale mistrzostw świata
| 2011 Chanty-Mansyjsk (Rosja) | – | Biathlon – bieg na 7,5 kilometra - osoby niewidome Biathlon – bieg pościgowy na 3,6 kilometra - osoby niewidome Biegi narciarskie – sprint na 1,2 kilometra - osoby niewidome Biegi narciarskie – bieg na 10 kilometrów - osoby niewidome Biegi narciarskie – bieg na 20 kilometrów - osoby niewidome |